# Рагуса, Франко
Франко Марсело Рагуса Наппе (исп. Franco Marcelo Ragusa Nappe; 22 июля 1993, Винья-дель-Мар, Чили) — чилийский футболист, нападающий клуба «Эвертон».

## Клубная карьера
Рагуса — воспитанник клуба «Эвертон» из своего родного города. В начале 2010 года в матче против «Унион Эспаньола» он дебютировал в чилийской Примере. По итогам сезона клуб вылетел из элиты, но Франко остался в команде. 27 марта 2011 года в поединке против «Сан-Маркос де Арика» Рагуса забил свой первый гол за «Эвертон».
В 2012 году Франко на правах аренды перешёл в «Барнечеа». В матче против «Эвертона» он дебютировал за новый клуб. 2 августа в поединке против «Кокимбо Унидо» Рагуса забил свой первый гол за «Барнечеа».
В начале 2016 года Франко был отдан в аренду в «Депортес Консепсьон». В матче против «Сантьяго Морнинг» он дебютировал за новую команду. Летом того же года Рагуса вернулся в Эвертон.

## Международная карьера
В начале 2013 года Рагуса в составе молодёжной сборной Чили принял участие в молодёжном чемпионате Южной Америки в Аргентине. На турнире он сыграл в матчах против команд Уругвая, Колумбии и дважды Парагвая.